# Міжнародна премія Кім Ір Сена
Міжнародна премія Кім Ір Сена — нагорода, що присуджується за внесок у вивчення і поширення ідей чучхе. Названа на честь Кім Ір Сена, першого вищого керівника КНДР.
Премія заснована 19 березня 1992 року з ініціативи колишнього гендиректора Міжнародного інституту ідей чучхе Вішваната (індійця).
Присвоюється видатним політичним, громадським діячам, вченим, прихильникам ідей чучхе за особливий внесок у перетворення світу в незалежний, у справу миру і дружби, прогресу і розвитку людства за рішенням Ради Кімірсенської міжнародної премії. Атрибутика складається з грамоти, медалі та кубка (ювелірний виріб).

## Рада
Рада Кімірсенської міжнародної премії організовує та проводить роботу за рекомендацією та рішенням про нагородження кандидата лауреата і вручення премії.
Рада офіційно зареєстрована в Індії, а її штаб-квартира знаходиться в Нью-Делі. Складається з одного секретаря і семи членів. Склад Ради не оприлюднено.

## Лауреати
- Шухачі Іноуе, перший одержувач[3].
- Вішванатх[3], 13 квітня 2002 року[2].
- Кім Чен Ір[3], 16 лютого 2007 року[4].
- Нородом Сіанук, 29 березня 2012 року[5].
- У 2014 році президент Уганди Йовері Мусевені був номінований на премію, але відмовився її прийняти[6].
- У 2016 році премія присуджена російському письменнику О. А. Проханову[7].